# رنسلیر (ایندیانا)
رنسلیر، ایندیانا (به انگلیسی: Rensselaer, Indiana) یک شهر در ایالات متحده آمریکا با جمعیت ۵٬۸۵۹ نفر است که در ایندیانا واقع شده‌است.

## موقعیت جغرافیایی
موقعیت جغرافیایی شهرها و مناطق اطراف به شرح زیر است: